# Mehana
Mehana este o comună rurală din departamentul Téra, regiunea Tillabéri, Niger, cu o populație de 20.884 de locuitori (2001).